# 永田和宏
永田 和宏（ながた かずひろ、1947年5月12日 -）は、日本の歌人・細胞生物学者。京都大学名誉教授、京都産業大学名誉教授。短歌結社「塔」前主宰。妻は歌人の河野裕子。長男永田淳、長女永田紅も歌人。滋賀県出身。

## 人物

### 研究者としての活動
細胞内タンパク質の品質管理を研究。アメリカ国立がん研究所客員助教授在任中だった1986年には、コラーゲン生成に特異的な機能を持つ熱ショックタンパク"HSP47"を発見した。京都大学胸部疾患研究所（現：医生物学研究所）教授になってからは、小胞体における変性タンパク質の品質管理機構に関する新規遺伝子を次々と発見し、この分野に大きな貢献をした。変性タンパク質を見分けて分解経路に回すEDEM1（Science, 2003など）、変性タンパク質のジスルフィド結合を還元して、小胞体からサイトゾルへ逆輸送しやすくする還元酵素ERdj5 (Science, 2008, Mol. Cell, 2012) などが代表的なものである。

### 歌人としての活動
京都大学在学中に短歌を始め、高安国世に師事した。初期の歌風は前衛短歌の影響を色濃く受け、時に口語も生かした青春歌や科学者的な世界把握を持ち味とした。後にはそれを昇華し、身辺に取材した平明なものに変化してきている。師の影響から新仮名での作歌を行っていたが、2008年より旧仮名に転向した。朝日歌壇、南日本新聞歌壇選者、歌会始詠進歌選者、角川短歌賞選考委員なども務め、「短歌合わせ鏡の説」（『表現の喫水』）に代表される明晰な理論家としても現代歌壇の中心に位置している。2010年に妻河野裕子が病没した後は、家族生活の思い出を描いた随筆も発表し、広い読者を得ている。

## 略歴
- 1947年　滋賀県高島郡饗庭村五十川（現・高島市新旭町）にて農協職員・永田嘉七と千鶴子の子として生まれる[2]。
- 1949年　肺結核の母親と離すため、母方の実家に預けられ、近所の寺に住む住職の未亡人に育てられる[2]。祖父・清水重郎は村長の傍ら漢詩を教えていた[2]。父・嘉七は家計のため親戚が京都西陣で営む帯問屋「中野商店」に転職[2]。
- 1951年　母親が死去、半年後、父親が再婚し一家で京都に暮らす[3]。のち6歳下、8歳下の異母妹が生まれる[4]。
- 1954年　京都市立紫竹小学校入学
- 1960年　京都市立双ヶ丘中学校入学。軟式テニス部部長、生徒会副会長を務める[5]。2年の時父の浮気がきっかけで継母より「あんたさえいなければ」と言われ、浮気相手との別れ話に立ち合いを命ぜられる[6]。
- 1963年 京都府立嵯峨野高等学校入学。放課後通った塾の授業で短歌に興味を持ち、京都新聞歌壇で佳作と特選をとる[5]。
- 1966年 京都大学理学部物理学科入学、京都大学短歌会入会。高安国世に師事[5]。
- 1967年 「塔」入会、同人誌「幻想派」創刊に参加し、河野裕子と出会う[5]。
- 1970年　睡眠薬を大量に飲み、自殺未遂[7]。
- 1971年 京都大学理学部卒業、院試に落ち、森永乳業入社、中央研究所研究員として勤務
- 1973年　河野裕子と結婚[5]。長男永田淳誕生。
- 1975年 第一歌集『メビウスの地平』刊行。長女永田紅誕生。
- 1976年 森永乳業退社、京都大学結核胸部疾患研究所（現：医生物学研究所）研修員
- 1979年 京都大学結核胸部疾患研究所講師、京大理学博士。
- 1984年 アメリカ国立がん研究所客員助教授（1986年まで）
- 1986年 帰国。京都大学結核胸部疾患研究所教授（細胞化学研究部門）
- 1988年 京都大学胸部疾患研究所教授（細胞調節学研究部門　細胞生物学分野）
- 1996年より上賀茂神社の賀茂曲水宴の歌人を務める[8]。
- 1998年 京都大学再生医科学研究所教授（生体機能学研究部門 細胞機能調節学分野）
- 2008年 秋田大学工学資源学部生命化学科客員教授（基礎生命化学講座　分子生物学分野）
- 2010年 京大を定年前に退任、名誉教授、京都産業大学総合生命科学部教授・学部長。妻死去。
- 2012年　『歌に私は泣くだらう　妻・河野裕子 闘病の十年』上梓
- 2015年 「塔」主宰を引退。後継は吉川宏志
- 2016年 京都産業大学　タンパク質動態研究所・所長
- 2020年 JT生命誌研究館館長、京都産業大学名誉教授

## 受賞・栄典
- 1975年 第一歌集『メビウスの地平』で第2回現代歌人集会賞
- 1997年 歌集『華氏』で第2回寺山修司短歌賞
- 1998年 歌集『饗庭』で第3回若山牧水賞
- 1999年 歌集『饗庭』で第50回読売文学賞詩歌俳句賞
- 2002年 歌集『荒神』で第29回日本歌人クラブ賞
- 2004年
  - 歌集『風位』で第54回芸術選奨文部科学大臣賞、第38回迢空賞
- 宮中歌会始詠進歌選者
- 2005年 平成17年度京都新聞大賞・文化学術賞
- 2006年 第24回京都府文化賞・功労賞
- 2008年 歌集『後の日々』で第19回斎藤茂吉短歌文学賞
- 2009年 紫綬褒章[9]
- 2010年 歌集『日和』で第10回山本健吉文学賞
- 2011年　京都市文化功労者
- 2013年 『歌に私は泣くだらう: 妻・河野裕子 闘病の十年』で第29回講談社エッセイ賞
- 2013年 『夏・二〇一〇』で第6回日本一行詩大賞
- 2015年 『現代秀歌』で第13回日本歌人クラブ評論賞
- 2017年
  - ハンス・ノイラート科学賞 (The Protein Society)
  - 『永田和宏作品集Ⅰ』で第40回現代短歌大賞
- 2019年 瑞宝中綬章[10][11]
- 2022年 第64回毎日芸術賞[12]
- 2022年 第41回京都府文化賞特別功労賞

## 著書
- 歌集『メビウスの地平』茱萸叢書 1975年
- 歌集『黄金分割』沖積舎 1977年
- 評論集『表現の吃水 定型短歌論』而立書房 1981年
- 歌集『無限軌道』雁書館 1981年
- 評論集『解析短歌論 喩と読者』而立書房 1986年
- 歌集『やぐるま』雁書館 1986年
- 時評集『同時代の横顔』砂子屋書房 1991年
- 歌集『華氏』雁書館 1996年
- 歌集『饗庭』砂子屋書房 1998年
- 歌集『荒神』砂子屋書房 2001年
- 歌集『風位』短歌研究社 2003年
- 歌集『百万遍界隈』青磁社 2005年
- 歌集『後の日々』角川書店 2007年
- 『作歌のヒント』NHK出版 2007年
- 『タンパク質の一生』岩波新書 2008年
- 歌集『日和』砂子屋書房、2009年
- エッセイ集『もうすぐ夏至だ』白水社 2011年
- 『歌に私は泣くだらう　妻・河野裕子 闘病の十年』新潮社 2012年／新潮文庫 2014年 ISBN 978-4-10126-381-6
- 歌集『夏・二〇一〇』青磁社、2012年
- 『近代秀歌』[13][14]岩波新書 2013年 ISBN 978-4-00431-407-3
- エッセイ集『新樹滴滴』白水社 2013年
- 『現代秀歌』岩波新書 2014年 ISBN 978-4-00431-507-0
- 『人生の節目で読んでほしい短歌』NHK出版新書 2015年
- エッセイ集『あの午後の椅子』白水社 2016年
- 『生命の内と外』新潮選書 2017年 ISBN 978-4-10603-794-8
- 歌集『午後の庭』角川書店 2017年
- 『知の体力』新潮新書 2018年 ISBN 978-4-10-610764-1
- 歌集『某月某日』本阿弥書店 2018年
- 『象徴のうた』[15]文藝春秋 2019年／角川新書 2024年 ISBN 978-4-04-082530-4
- 歌集『置行堀』現代短歌社 2021年
- 『あの胸が岬のように遠かった　河野裕子との青春』新潮社 2022年／ISBN 978-4-10332-642-7／新潮文庫 2024年 ISBN 978-4-10-126382-3
2022年3月、本書を原作としたドラマがNHKで放送され、柄本佑が永田を、藤野涼子が河野を演じた。柄本は青年期と老年期の一人二役を務めた。

## 共著
- 『言葉のゆくえ』（坪内稔典共著）京都新聞出版センター 2009年
- 『京都うた紀行―近現代の歌枕を訪ねて』（河野裕子共著）京都新聞企画事業 2010年／文春文庫 2016年
- 『新・百人一首　近現代短歌ベスト100』（岡井隆、馬場あき子、穂村弘と選者）文藝春秋 2013年、ISBN 9784166609093
- 『家族の歌 河野裕子の死を見つめた344日』（家族との共著）産経新聞出版 2011年
  - 『家族の歌 河野裕子の死を見つめて』文春文庫 2014年
- 『たとへば君―四十年の恋歌』（河野裕子共著）文藝春秋 2011年／文春文庫 2014年
- 『あなた 河野裕子歌集』（永田淳、永田紅と共編）岩波書店 2016年
- 『あなたと短歌』（知花くらら共著）朝日新聞出版 2018年、ISBN 978-4023316553
- 『僕たちが何者でもなかった頃の話をしよう』（山中伸弥、羽生善治、是枝裕和、山極寿一共著）文春新書、2017年 ISBN 978-4-16-661118-8
- 『続・僕たちが何者でもなかった頃の話をしよう』（池田理代子、平田オリザ、彬子女王、大隅良典共著）文春新書、2018年 ISBN 978-4-16-661158-4
- 『歌仙はすごい　言葉がひらく「座」の世界』（辻原登、長谷川櫂共著）中公新書、2019年 ISBN 978-4-12-102524-1
- 『未来の科学者たちへ』（大隅良典共著）KADOKAWA 2021年 ISBN 9784041081471

## 関連書籍
- 『永田和宏』（シリーズ・牧水賞の歌人たちVol.3）青磁社 2008年

## メディア出演
- 「平成16年度全国短歌大会」 - NHK Eテレ（2005年1月29日）
- 「平成19年度全国短歌大会」 - NHK Eテレ（2008年2月3日）
- 「平成22年度全国短歌大会」 - NHK Eテレ（2011年2月6日）
- 「ETV特集 この世の息～歌人夫婦・40年の相聞歌～」 - ETV特集（NHK Eテレ）（2011年7月10日）
- 「平成23年度全国短歌大会」 - NHK Eテレ（2012年2月5日）
- 「FNNスーパーニュースアンカー」18時台の特集 - 関西テレビ（2012年4月18日）
- 「プレミアムドラマ うたの家～歌人・河野裕子とその家族」 - NHK BS（2012年8月26日）- 役:風間杜夫
- NHK短歌（2017年度選者、第1週担当）
- NHK BSプレミアム 平成万葉集 監修担当
- こころの時代「コロナの時代を詠む」（2020年9月6日、NHK Eテレ）[16]
- NHK BS1スペシャル「ほんたうに俺でよかつたのか」（2022年2月25日、NHK BS）[17]
- 歌人　美智子さま　こころの旅路（2025年2月5日、NHK）[18]

## 新聞・雑誌
- 「一〇〇年後に遺す歌」日本経済新聞2014年7月27日朝刊36面